# Rubery Owen
Rubery Owen es una empresa británica de ingeniería fundada en 1884 en Darlaston, West Midlands.

## Historia
La empresa fue fundada en 1884 por John Tunner Rubery (1849-1920) y sus dos hermanos (Samuel 1844-1910 y Thomas William 1856-1925), como herrería fabricante de puertas y vallas. En 1893 el ingeniero Alfred Ernest Owen se unió a John Rubery, sustituyendo a sus dos hermanos, y en 1903 se estableció el nombre de la empresa como Rubery Owen.
Cuando John Rubery se jubiló en 1910, la sociedad fue adquirida por Owen y en 1912 la empresa se había expandido a la ingeniería aeronáutica, los bastidores de motor y los tejados, además de la fabricación de vallas.
La empresa se expandió durante las décadas de 1920 y 1930 para incluir la producción de fuselajes de metal, equipos de almacenamiento de metal, poleas de acero y placas de blindaje. También adquirieron una empresa hidráulica de Warrington, la Conveyancer Fork Trucks Ltd. que se convirtió en Rubery Owen Conveyancer, y que lanzó la primera carretilla elevadora del Reino Unido en 1946.
Durante la Segunda Guerra Mundial se concentraron en apoyar el esfuerzo bélico, produciendo bidones, piezas para aviones militares, cascos Brodie, y cascos de protección civil.

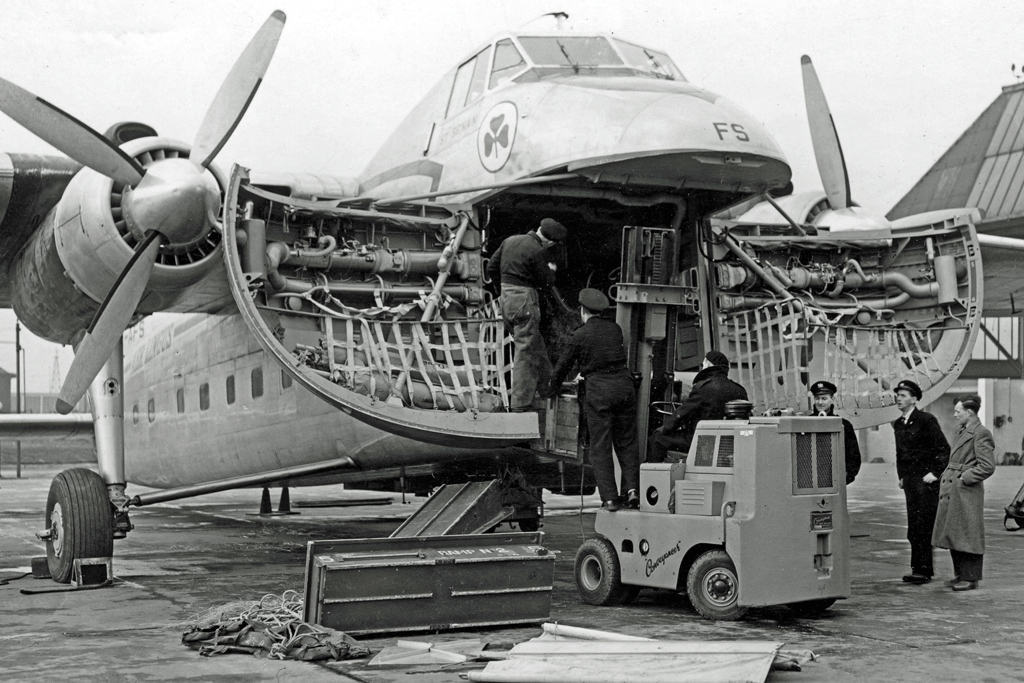
Carretilla elevadora Conveyancer fabricada en Warrington cargando un avión Bristol 170 Freighter en el aeropuerto de Mánchester en 1952.

Las cabezas de los pernos de la primera producción de Rubery Owen en la posguerra se marcaban simplemente con "RO", y luego se deletreaba "Rubery Owen"; estos pernos llegaban a numerosas fábricas británicas que construían vehículos a motor, desde automóviles hasta motocicletas. Al mismo tiempo, la empresa amplió su gama para incluir otros componentes de ingeniería para la industria, como arados para tractores Ferguson, prensados metálicos, elementos de fijación, componentes para vehículos de motor y componentes estructurales de acero para la industria de la construcción.
En 1950, la empresa pasó a formar parte del nuevo holding, la "Owen Organisation", bajo la misma propiedad. En 1956, diseñaban y fabricaban trenes de aterrizaje para aviones. Había un gran banco de pruebas donde se sujetaba el conjunto de la rueda, se la hacía girar hasta alcanzar la velocidad de aterrizaje equivalente y luego se la dejaba caer sobre el "suelo" para simular el proceso de aterrizaje. El equipo de medición registraba las tensiones.
En las décadas de 1960 y 1970, Rubery Owen suministró muchos componentes y piezas a la industria automovilística británica, pero el más conocido es la rueda Rostyle (la palabra 'Rostyle' es una contracción de RO-Style). Se trataba de ruedas de disco de acero prensadas para dar el efecto de radios. Las llantas Rostyle eran comunes en los coches británicos de la época, tanto como opciones instaladas por el fabricante como accesorios de posventa.
En 1977 Coventry Climax adquirió el negocio de carretillas elevadoras de Warrington de Rubery Owen Conveyancer.
En 1981 cerró la fábrica principal de Darlaston.
Rubery Owen está dirigida por David Owen, y codirigida por Jim Owen. David Owen recientemente vendió el edificio por £ 1 a Walsall Housing Regeneration Agency (WHRA), una organización benéfica local que ofrece numerosos proyectos basados en Darlaston y sus alrededores. David y un pequeño equipo siguen teniendo su sede en Rubery Owen.